# Kaïthi
Cette page contient des caractères spéciaux ou non latins. S’ils s’affichent mal (▯, ?, etc.), consultez la page d’aide Unicode.
La kaïthi (कैथी), aussi appelée kayathi ou kayasthi, est  une écriture largement répandue dans des régions d’Inde du nord, surtout dans les anciennes provinces du nord-ouest, Awadh et Bihar. Elle était utilisée dans des écrits juridiques et administratifs, mais aussi dans des documents privés.

## Étymologie
L’écriture kaïthi doit son nom aux Kayastha (en), un groupe social d’Inde traditionnellement constitué d’administrateurs et de comptables. La communauté kayastha était étroitement liée aux cours princières et aux gouvernements coloniaux d’Inde du Nord ; ses membres étaient  employés pour écrire et  archiver les transactions sur les recettes, les documents légaux, les actes de propriétés, la correspondance générale et les annales des cours royales et des corps attachés à elles. L’écriture qu’ils utilisaient acquit le nom de « kaïthi ».

## Histoire

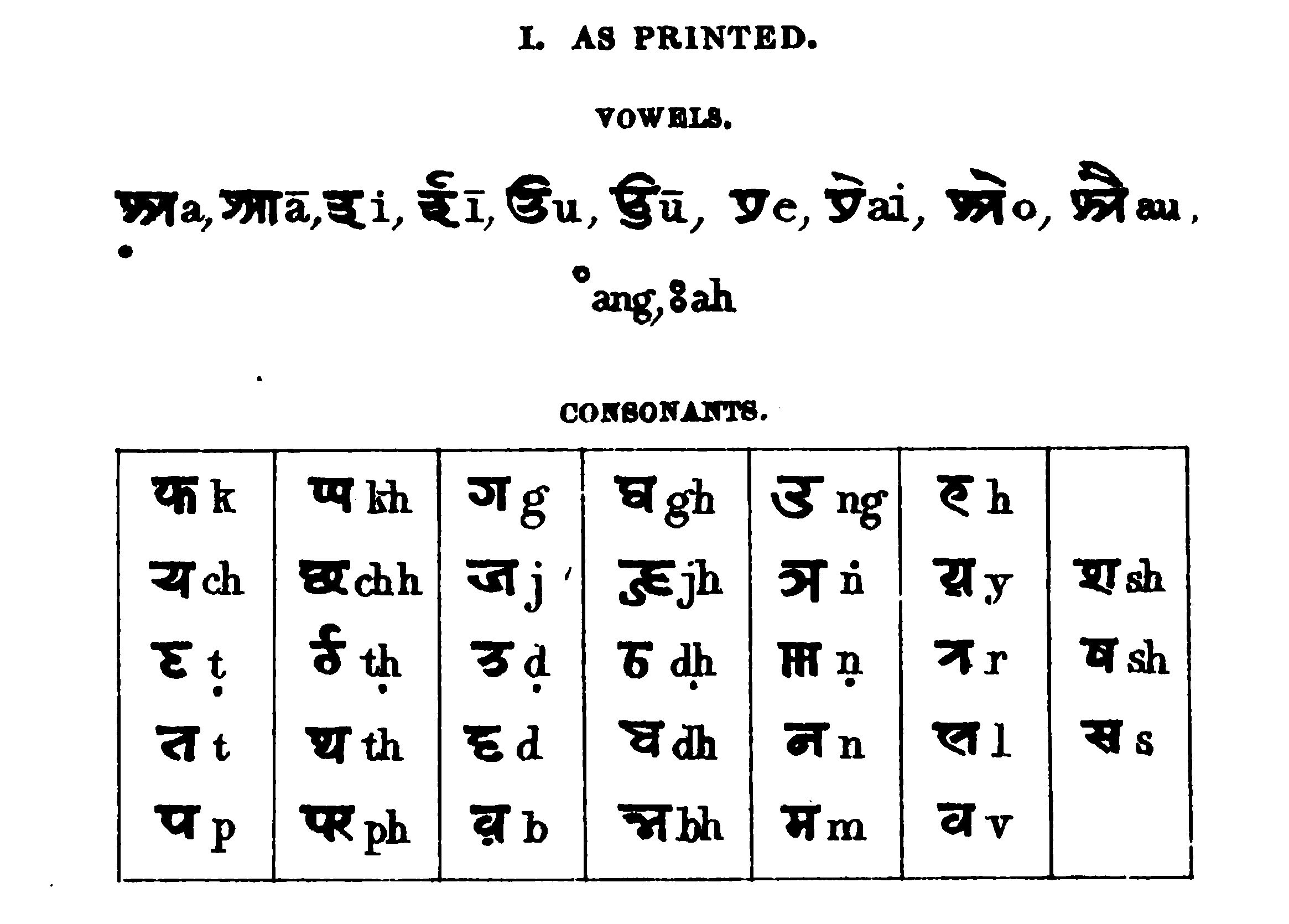
La forme imprimée de l’écriture kaïthi au milieu du XIX.

On trouve des documents en kaïthi dès le XVIe siècle. L’écriture était largement utilisée pendant la période moghole. Pendant les années 1880 du Raj britannique, la kaïthi était reconnue comme écriture officielle des cours judiciaires du Bihar, notamment pour les langues biharies et hindoustani. Bien qu’elle ait été plus répandue que la devanagari dans certaines régions, elle perdit ensuite en popularité par rapport à d’autres écritures officielles.

## Représentation informatique
L’écriture kaïthi a été ajoutée au standard  Unicode en octobre 2009, lors de la mise à jour vers la version 5.2, complétée ensuite dans les versions 11.0 et 14.0.
Le bloc Unicode pour la kaïthi est U+11080–U+110CF.
| en fr   | 0 | 1 | 2 | 3 | 4 | 5 | 6 | 7 | 8 | 9 | A | B | C | D | E | F |
| ------- | - | - | - | - | - | - | - | - | - | - | - | - | - | - | - | - |
| U+11080 | 𑂍𑂀 | 𑂍𑂁 | 𑂍𑂂 | 𑂃 | 𑂄 | 𑂅 | 𑂆 | 𑂇 | 𑂈 | 𑂉 | 𑂊 | 𑂋 | 𑂌 | 𑂍 | 𑂎 | 𑂏 |
| U+11090 | 𑂐 | 𑂑 | 𑂒 | 𑂓 | 𑂔 | 𑂕 | 𑂖 | 𑂗 | 𑂘 | 𑂙 | 𑂚 | 𑂛 | 𑂜 | 𑂝 | 𑂞 | 𑂟 |
| U+110A0 | 𑂠 | 𑂡 | 𑂢 | 𑂣 | 𑂤 | 𑂥 | 𑂦 | 𑂧 | 𑂨 | 𑂩 | 𑂪 | 𑂫 | 𑂬 | 𑂭 | 𑂮 | 𑂯 |
| U+110B0 | 𑂍𑂰 | 𑂍𑂱 | 𑂍𑂲 | 𑂍𑂳 | 𑂍𑂴 | 𑂍𑂵 | 𑂍𑂶 | 𑂍𑂷 | 𑂍𑂸 | 𑂍𑂹 | 𑂍𑂺 | 𑂻 | 𑂼 | 𑂽  | 𑂾 | 𑂿 |
| U+110C0 | 𑃀 | 𑃁 | 𑂍𑃂 |   |   |   |   |   |   |   |   |   |   | 𑃍  |   |   |

Le code d'écriture ISO 15924 est Kthi.